# Конрад II фон Раабс
Конрад II фон Раабс (на немски: Konrad II von Raabs, * ок. 1125/1130; † ок. 1191) е от ок. 1160 до ок. 1191 г. бургграф на средновековното бургграфство Нюрнберг.

## Биография
Той е син на бургграф Конрад I фон Раабс († ок. 1143) от рода на графовете на дворец Раабс в Долна Австрия.
След смъртта на братовчед му Готфрид III фон Раабс през 1160 г., който 1154 г. има за пръв път титлата burggravius de Norinberg, Конрад II става бургграф на замъка и на град Нюрнберг. Той няма мъжки наследник. Неговата дъщеря наследничка София фон Раабс († ок. 1218) се омъжва през 1184 г. за Фридрих I фон Цолерн от род Хоенцолерн.
След смъртта му ок. 1191/1192 г. линията Дом Раабс изчезва. Конрад II е наследен от зет му Фридрих I фон Цолерн, на когото вероятно още през 1191 г. император Хайнрих VI дава службата бургграф. С Конрад II фон Раабс линията Дом Раабс изчезва ок. 1191/1192 г.

## Фамилия
Конрад II се жени за Хилдегард фон Абенберг († сл. 1160), дъщеря на граф Рапото фон Абенберг († 1172) и Матилда фон Ветин († 1152). Те имат децата:
- дете
- София фон Раабс (* ок. 1160; † ок. 1218), омъжена ок. 1184 г. за Фридрих I фон Цолерн, бургграф на Нюрнберг, граф фон Цолерн († ок. 1200)
- Агнес фон Раабс (* ок. 1154; † сл. 1217), наследничка на западната част на графство Раабс, така нареченото графство Личау, омъжена за граф Герхард II фон Долнщайн († сл. 1191)